# 기름 유출

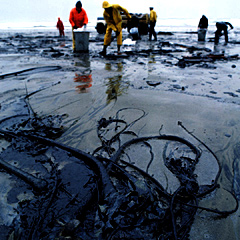
석유 유출에 의한 해안 오염

기름 유출은 액체 석유 탄화수소를 고의가 아닌 인간의 활동의 결과로 주변 환경에 유출하는 것을 말한다. '기름'은 원유를 포함하여 정제된 기름, 정제된 석유 제품(가솔린, 디젤 등), 또는 부산물, 배의 벙커유, 유성의 폐기물이 될 수도 있다. 유출된 기름은 정화에 여러 달에서 여러 해가 걸릴 수도 있다.
기름은 또한 자연적으로 해양저에서 유출될 수도 있다.. 대부분의 인간이 초래한 기름 오염은 지상에서의 활동으로 발생한다. 하지만, 대중적인 주목, 그리고, 그 결과로서의 단속은 대부분 바다를 항해하는 유조선에 초점이 맞추어진다.

## 환경에 미치는 영향
엑슨발데즈 원유 유출 사고(1989년 3월 24일 미국 알래스카주 프린스윌리엄사운드 일대에서 발생한 해상 원유 유출 사고이다. 세계 1위 석유회사인 엑슨모빌의 유조선이 좌초되어 일어난 사고였으며, 원유 유출량 기준으로 최악의 원유 유출 사고의 하나로 흔히 기록된다. 유출 사고가 일어난 곳은 연어, 해달, 바닷새, 물범 등이 서식하는 중요 생태지였다.)

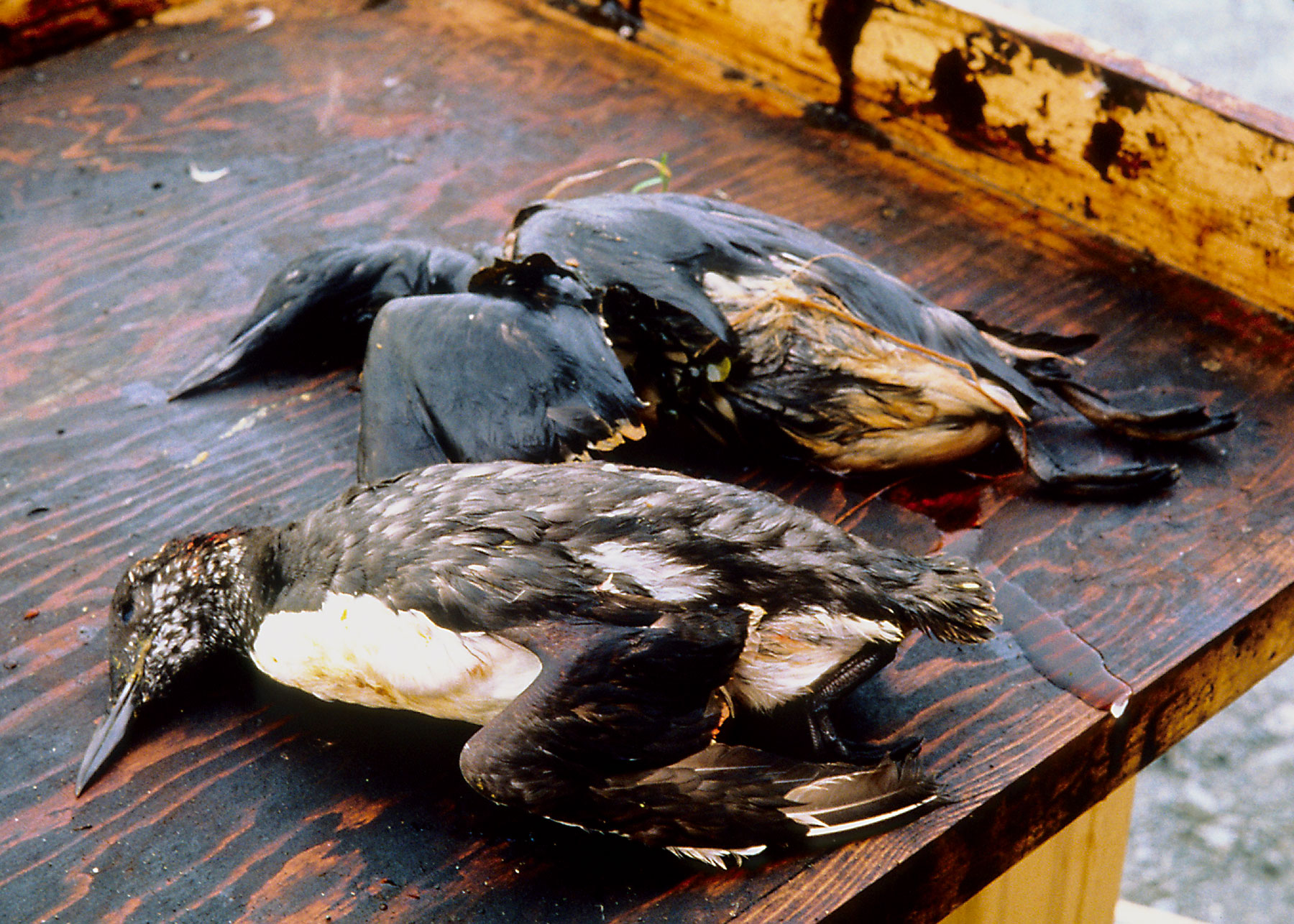
엑슨발데즈 원유 유출 사고로 죽은 새

기름의 일부인 가벼운 벤젠과 톨루엔 등은 맹독성이지만, 또한 휘발성이어서 빠르게 증발한다. PAH(polycyclic aromatic hydrocarbons; 다환식 방향족 탄화수소)와 같은 원유의 무거운 부분이 대부분의 피해를 입히는 것으로 여겨진다. 이들은 가벼운 휘발성의 것들보다 독성이 덜하지만, 훨씬 오래 지속된다. 무거운 기름은 또한 강어귀와 해안선의 염소(바닷물에 드러나는 늪지)나 조수가 밀려드는 웅덩이와 같은 생태계를 덮어 기체의 교환을 막고 빛을 차단한다. 기름은 조약돌, 해변의 모래 깊은 곳까지 섞일 수 있으며, 여러 달에서 여러 해에 걸쳐 남아있을 수 있다.

## 처리 방법
기름 유출 사고를 처리하는 것은 어려우며, 여러 요소들이 복합적으로 작용한다. 기름의 종류, 수온(증발과 생물적 환경정화에 영향을 줌), 해안선의 종류 등에 따라 처리 방법도 달라진다.
기름 유출 사고 처리 방법에는 다음과 같은 것들이 있다.
- 생물적 환경정화: 미생물[5]등을 이용하여 기름을 분해시키거나 제거하는 방법이다.
- 생물적 환경정화 촉진
- 계획적으로 화재를 일으키는 것도 많은 양의 기름을 제거하는데 효과적일 수 있다. 그러나 이 방법은 바람이 약하게 불 때만 가능하며, 대기 오염을 일으킬 수 있다.
- 기름응고:응고제는 기름을 흡착 및 흡수하는 소수성의 고분자들로 이루어진 제품이다. 기름응고제는 유출된 액체 상태의 기름을 물리적으로 물에 뜨는 고무와 같은 고체 물질로 변화시켜 유출기름을 제거한다. 응고제는 물에 녹지 않기 때문에 응고시킨 기름을 제거하기가 쉽고 기름이 침출되지 않는다.응고제는 해양 생물들과 야생동물들에 무해한 것으로 입증되어 왔으며 벤젠, 크실렌, 메틸에틸,아세톤과 나프타와 같은 탄화수소에 포함되어 있는 유해한 휘발성 물질의 휘발도 억제하는 것으로 입증되었다.기름응고 시간은 기름의 점성과 고분자의 크기와 표면에 의해 결정된다.기름응고제 생산업체들은 유출기름을 응고시킨 부산물들은 일반매립지에 폐기할 수 있고 아스팔트나 고무제품들의 첨가물로 재생되거나 잔재물이 거의 남지 않아 연료로 사용할 수 있다고 한다. C.I.Agent(켄터키주 루이빌에 위치한C.I.Agent Solutions가 제조)로 불리는 기름응고제는 분말형태는 물론 해양붐 및 기름띠 제거붐의 형태로 Deepwater Horizon기름유출 을 처리하기 위해 BP와 미군이 알라바마 주지사의 결정으로 알라바마주의 Dauphin섬과 미시시피주의 Fort Morgan에서 사용하였다.
- 어떤 경우에서는 자연 분해를 기다리는 것이 최상의 효과를 거둘 수도 있다.[6]
- 기름을 포함한 물을 흡입하여 원심분리시킬 수 있다.
- 유화제 사용
- 오일펜스 설치

## 참고 문헌
- 《The World Almanac and Book of Facts》, 2004
- 《Oil Spill Case Histories 1967-1991》, NOAA/Hazardous Materials and Response Division, Seattle WA, 1992
- 《Nelson-Smith, Oil Pollution and Marine Ecology》, Elek Scientific, London, 1972; Plenum, New York, 1973

## 같이 보기
- 수질 오염
- 해양 오염
- 오염
- 2007년 태안 원유 유출 사고
- 씨프린스 호 사고
- 생물적 환경정화